# Torneo de Róterdam 2021
El ABN AMRO World Tennis Tournament 2021 fue un evento de tenis profesional de la categoría ATP 500 que se jugó en pistas duras. Se trató de la 48.a edición del torneo que forma parte del ATP Tour 2021. Se disputó en Róterdam, Países Bajos del 1 al 7 de marzo de 2021 en el Ahoy Rotterdam.

## Distribución de puntos
| Modalidad            | Campeón | Finalista | Semifinales | Cuartos de final | 2.ª ronda | 1.ª ronda | Clasificados | 2.ª ronda de clasificación | 1.ª ronda de clasificación |
| Individual masculino | 500     | 330       | 200         | 100              | 50        | 0         | 25           | 13                         | 0                          |
| Dobles masculino     | 500     | 300       | 180         | 90               | –         | –         | 45           | 25                         | 0                          |

## Cabezas de serie

### Individuales masculino
| Tenista               | Ranking | Preclasificado |
| Daniil Medvédev       | 3       | 1              |
| Stefanos Tsitsipas    | 6       | 2              |
| Alexander Zverev      | 7       | 3              |
| Andrey Rublev         | 8       | 4              |
| Roberto Bautista      | 13      | 5              |
| David Goffin          | 15      | 6              |
| Félix Auger-Aliassime | 19      | 7              |
| Stan Wawrinka         | 20      | 8              |

- Ranking del 22 de febrero de 2021.[2]

### Dobles masculino
| Tenistas                          | Ranking | Preclasificado |
| Juan Sebastián Cabal Robert Farah | 3       | 1              |
| Nikola Mektić Mate Pavić          | 8       | 2              |
| Wesley Koolhof Łukasz Kubot       | 19      | 3              |
| Marcelo Melo Jean-Julien Rojer    | 36      | 4              |

## Campeones

### Individual masculino
Andrey Rublev venció a  Márton Fucsovics por 7-6(7-4), 6-4

### Dobles masculino
Nikola Mektić /  Mate Pavić vencieron a  Kevin Krawietz /  Horia Tecău por 7-6(9-7), 6-2